# Schizymenium andinum
Schizymenium andinum är en bladmossart som beskrevs av Arthur Jonathan Shaw 1985. Schizymenium andinum ingår i släktet Schizymenium och familjen Bryaceae. Inga underarter finns listade i Catalogue of Life.